# Arte Joven
Arte Joven va ser una revista fundada a Madrid per Pablo Picasso i Francesc d'Assís Soler.
Publicà només quatre números, entre març i juny de 1901: tres i un preliminar. La seva importància rau en el fet d'haver estat la plataforma que Picasso creà per a consolidar a Madrid un moviment modernista semblant al que coneixia de Barcelona, intenció que no reeixí. El seu model venia a ser Pèl & Ploma, i el seu paper el que hi jugava Ramon Casas. Entre altres col·laboradors literaris figuraren Pio Baroja, Camilo Bargiela, Miguel de Unamuno, José Martínez Ruiz (Azorín), Ramon Reventós, Xavier Viura, Salvador Rueda, Silverio Lanza, Juan Gualberto Nessi o esporàdicament Santiago Rusiñol, i els dibuixants foren Ricardo Marín, Isidre Nonell o Ricardo Baroja, sempre tanmateix abassegadorament superats pel mateix Picasso.
El 1909 tractà de tornar a sortir, aquell cop des de Barcelona, però no passà d'un número, i Picasso ja n'estava deslligat si bé hi aparegueren dibuixos seus antics.
Tot i la seva curta tirada la Biblioteca de Catalunya en conserva una col·lecció completa, que ha estat digitalitzada.